# Politică fiscală expansionistă
Politica fiscală expansionistă a unui stat se referă la reducerea taxelor și a impozitelor la nivel național, pentru stimularea economiei.
Aceasta politica se folosește în special în timpul perioadelor de recesiune, pentru a ajuta economia să se redreseze. De obicei, este aplicată coroborat cu o politică bugetară expansionistă.

## Lanțul efectelor
Scăderea impozitelor și taxelor --> Creșterea veniturilor populației --> Creșterea consumului --> Creșterea cererii agregate --> Creșterea PIB-ului